# Jan Musiał (polityk PRL)
Jan Musiał (ur. 28 stycznia 1908 w Nowej Wsi, zm. 13 września 1980 w Warszawie) – polski działacz partyjny i państwowy, wicewojewoda poznański w Gorzowie Wielkopolskim (1949–1950), przewodniczący Prezydiów Wojewódzkich Rad Narodowych w Zielonej Górze (1950–1951) i Koszalinie (1951–1953).

## Życiorys
Syn robotnika rolnego Franciszka. Zdobył wykształcenie podstawowe, w 1922 ukończył szkołę powszechną. Pracował jako robotnik rolny, w 1928 uzyskał tytuł czeladnika kowalskiego, po czym do 1930 pracował w Głównych Warsztatach Kolejowych w Poznaniu. Od 1930 do 1932 odbywał służbę wojskową, następnie był bezrobotny, a od 1938 do końca okupacji ponownie pracował w Głównych Warsztatach Kolejowych. W 1930 wstąpił do Komunistycznej Partii Polski, uczestniczył w kolportowaniu nielegalnych ulotek, protestach i strajkach. W KPP działał do jej rozwiązania w 1938.
Od drugiej połowy 1942 działacz Polskiej Partii Robotniczej, w okresie wojennym członek Komitetu Kolejowego PPR i organizator zebrań. Należał do Gwardii Ludowej i Armii Ludowej. Po zakończeniu wojny działał w Komitecie Miejskim PPR w Poznaniu oraz Komitetach Powiatowych w Szamotułach i Międzychodzie, został członkiem egzekutywy i kierownikiem Wydziału Rolnego Komitetu Wojewódzkiego PPR w Poznaniu. Z ramienia PPR odpowiadał za reformę rolną w województwie poznańskim. Od 1945 wojewódzki komisarz ds. osadniczo-przesiedleńczych, następnie od 1946 wicedyrektor, a od 1947 dyrektor Państwowego Urzędu Repatriacyjnego w Poznaniu. W styczniu 1949 został wicewojewodą poznańskim i kierownikiem ekspozytury Urzędu Wojewódzkiego w Gorzowie Wielkopolskim (z zadaniem przygotowania utworzenia województwa zielonogórskiego).
W lipcu 1950 na pierwszej sesji Wojewódzkiej Rady Narodowej w Zielonej Górze wybrany jej przewodniczącym. Równocześnie zasiadał w egzekutywie Komitetu Wojewódzkiego Polskiej Zjednoczonej Partii Robotniczej. W marcu 1951 przeszedł na analogiczne stanowisko w WRN w Koszalinie, pozostał na nim do czerwca 1953. Następnie był dyrektorem Zarządu Zaopatrzenia Robotniczego w Ministerstwie Przemysłu Materiałów Budowlanych (1953–1957), potem pracował jako główny mechanik w Hucie Szkła w Wołominie i dyrektor Pruszkowskich Zakładów Materiałów Izolacyjnych. W 1963 przeszedł na rentę specjalną.

## Odznaczenia
Odznaczony m.in. Krzyżem Kawalerskim Orderu Odrodzenia Polski (1955), Orderem Sztandaru Pracy I i II klasy, Medalem 10-lecia Polski Ludowej (1955) oraz Medalem 30-lecia Polski Ludowej.